# Acanthomorpha
Die Acanthomorpha (oder Acanthomorphata bei E. O. Wiley & G. David Johnson (2010) u. R. Betancur-R. et al. (2017)) sind eine Gruppe der Echten Knochenfische (Teleostei), zu der etwa 18.100 Fischarten, das sind über 60 % der rezenten Knochenfischarten, etwa ein Drittel aller Wirbeltierarten und über 300 Fischfamilien, gehören.
Die Acanthomorpha zeigen eine erstaunliche Vielfalt an Körperformen, an Skelett- und Weichteilanatomie, Größe, Lebensraum, Physiologie und Verhalten. Sie sind in den meisten aquatischen Lebensräumen zu Hause, in der Tiefsee ebenso wie in Bergbächen, in Quellen inmitten von Wüsten und in Höhlengewässern. Zu ihnen gehören die längsten (Regalecus glesne mit bis zu 8 Metern), die schwersten (Mondfisch mit 2,3 Tonnen) und einige der kleinsten (Schindleria mit 7,9 mm) Knochenfische.

## Merkmale
Zu den Synapomorphien der Acanthomorpha zählen echte, unsegmentierte Rücken- und Afterflossenstacheln (fehlen bei vielen Dorschartigen, den meisten Glanzfischen und vielen „Barschartigen (Perciformes)“) und ein Rostralknorpel, der für die Vorstreckbarkeit des Prämaxillare sorgt. Außerdem unterscheiden sie sich durch die Anatomie der Bänder in ihrem Kieferskelett und der Wirbel sowie durch Merkmale ihres Beckens und des Schwanzflossenskeletts von ursprünglicheren Fischgruppen. Sehr charakteristisch ist das dreiteilige Hinterhauptsgelenk: neben der Pfanne für den ersten Chorda-Kern (im Basioccipitale) sind zwei kleinere Köpfe im paarigen Exoccipitale vorhanden.

## Systematik
Die Acanthomorpha(ta) umfassen die Ordnung der Glanzfischartigen (Lampriformes), deren Schwestergruppe Paracanthopterygii (inkl. Dorschartige (Gadiformes)) und alle weiter entwickelten Knochenfische, die die Mehrzahl der Arten stellen.

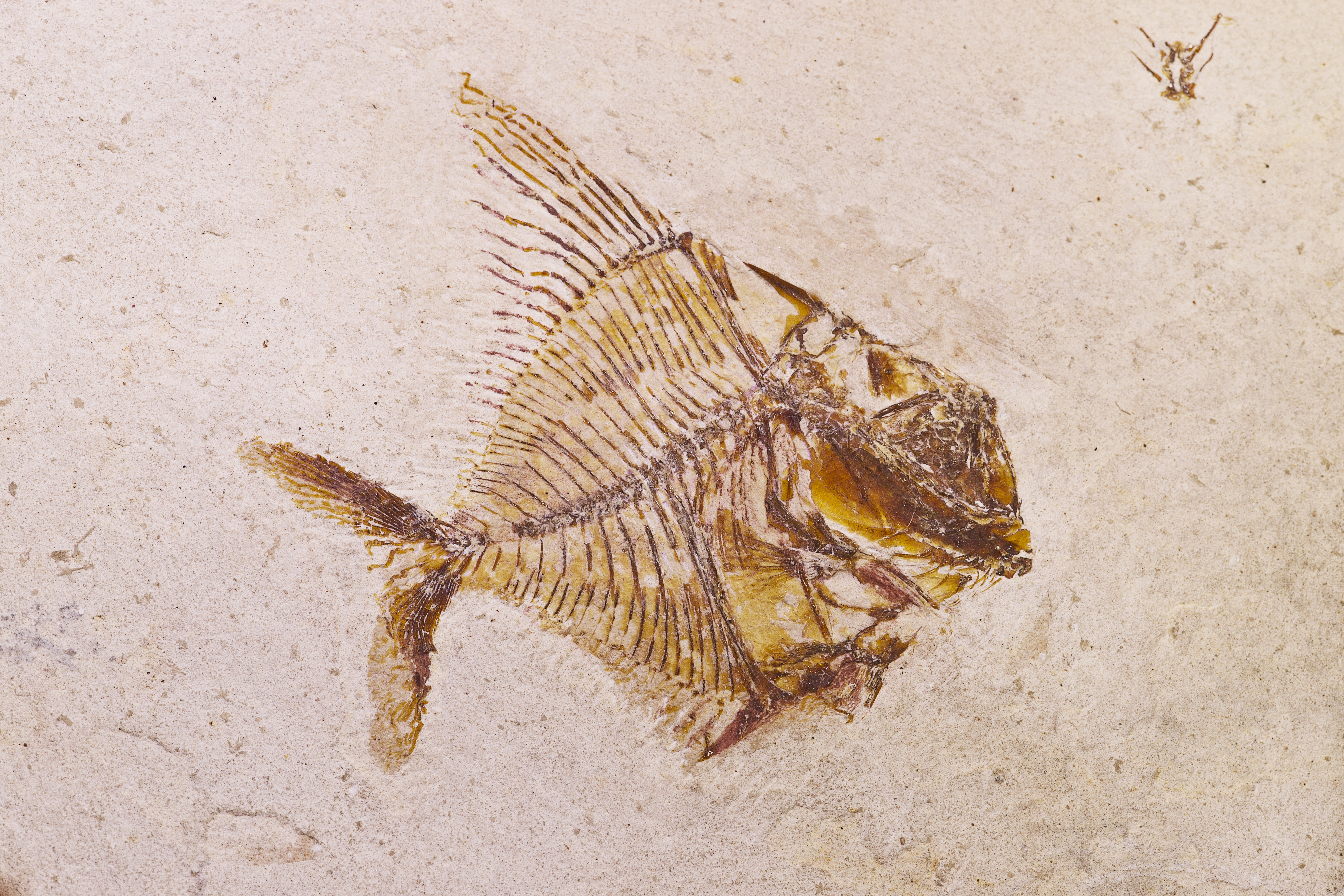
Fossil von Aipichthys minor aus dem Cenomanium

Das folgende Kladogramm zeigt die systematische Stellung der Acanthomorpha(ta):
|  | Glanzfischartige (Lampriformes)                                                                |
|  |                                                                                                |
|  | Paracanthopterygii (Barschlachsartige, Petersfischartige, Stylephorus chordatus, Dorschartige) |
|  |                                                                                                |

|  | Schleimkopfartige (Beryciformes) und Trachichthyiformes                                                                  |
|  | |
|  | \| \| Soldaten- und Husarenfische (Holocentrimorphaceae) \| \| \| \| \| \| Barschverwandte (Percomorphaceae) \| \| \| \| |
|  | |
|  | Soldaten- und Husarenfische (Holocentrimorphaceae)                                                                       |
|  | |
|  | Barschverwandte (Percomorphaceae)                                                                                        |
|  | |

|  | Soldaten- und Husarenfische (Holocentrimorphaceae) |
|  |                                                    |
|  | Barschverwandte (Percomorphaceae)                  |
|  |                                                    |

|  | Schleimkopfartige (Beryciformes) und Trachichthyiformes                                                                  |
|  | |
|  | \| \| Soldaten- und Husarenfische (Holocentrimorphaceae) \| \| \| \| \| \| Barschverwandte (Percomorphaceae) \| \| \| \| |
|  | |
|  | Soldaten- und Husarenfische (Holocentrimorphaceae)                                                                       |
|  | |
|  | Barschverwandte (Percomorphaceae)                                                                                        |
|  | |

|  | Soldaten- und Husarenfische (Holocentrimorphaceae) |
|  |                                                    |
|  | Barschverwandte (Percomorphaceae)                  |
|  |                                                    |

|  | Glanzfischartige (Lampriformes)                                                                |
|  |                                                                                                |
|  | Paracanthopterygii (Barschlachsartige, Petersfischartige, Stylephorus chordatus, Dorschartige) |
|  |                                                                                                |

|  | Schleimkopfartige (Beryciformes) und Trachichthyiformes                                                                  |
|  | |
|  | \| \| Soldaten- und Husarenfische (Holocentrimorphaceae) \| \| \| \| \| \| Barschverwandte (Percomorphaceae) \| \| \| \| |
|  | |
|  | Soldaten- und Husarenfische (Holocentrimorphaceae)                                                                       |
|  | |
|  | Barschverwandte (Percomorphaceae)                                                                                        |
|  | |

|  | Soldaten- und Husarenfische (Holocentrimorphaceae) |
|  |                                                    |
|  | Barschverwandte (Percomorphaceae)                  |
|  |                                                    |

|  | Schleimkopfartige (Beryciformes) und Trachichthyiformes                                                                  |
|  | |
|  | \| \| Soldaten- und Husarenfische (Holocentrimorphaceae) \| \| \| \| \| \| Barschverwandte (Percomorphaceae) \| \| \| \| |
|  | |
|  | Soldaten- und Husarenfische (Holocentrimorphaceae)                                                                       |
|  | |
|  | Barschverwandte (Percomorphaceae)                                                                                        |
|  | |

|  | Soldaten- und Husarenfische (Holocentrimorphaceae) |
|  |                                                    |
|  | Barschverwandte (Percomorphaceae)                  |
|  |                                                    |

|  | Glanzfischartige (Lampriformes)                                                                |
|  |                                                                                                |
|  | Paracanthopterygii (Barschlachsartige, Petersfischartige, Stylephorus chordatus, Dorschartige) |
|  |                                                                                                |

|  | Schleimkopfartige (Beryciformes) und Trachichthyiformes                                                                  |
|  | |
|  | \| \| Soldaten- und Husarenfische (Holocentrimorphaceae) \| \| \| \| \| \| Barschverwandte (Percomorphaceae) \| \| \| \| |
|  | |
|  | Soldaten- und Husarenfische (Holocentrimorphaceae)                                                                       |
|  | |
|  | Barschverwandte (Percomorphaceae)                                                                                        |
|  | |

|  | Soldaten- und Husarenfische (Holocentrimorphaceae) |
|  |                                                    |
|  | Barschverwandte (Percomorphaceae)                  |
|  |                                                    |

|  | Schleimkopfartige (Beryciformes) und Trachichthyiformes                                                                  |
|  | |
|  | \| \| Soldaten- und Husarenfische (Holocentrimorphaceae) \| \| \| \| \| \| Barschverwandte (Percomorphaceae) \| \| \| \| |
|  | |
|  | Soldaten- und Husarenfische (Holocentrimorphaceae)                                                                       |
|  | |
|  | Barschverwandte (Percomorphaceae)                                                                                        |
|  | |

|  | Soldaten- und Husarenfische (Holocentrimorphaceae) |
|  |                                                    |
|  | Barschverwandte (Percomorphaceae)                  |
|  |                                                    |

|  | Glanzfischartige (Lampriformes)                                                                |
|  |                                                                                                |
|  | Paracanthopterygii (Barschlachsartige, Petersfischartige, Stylephorus chordatus, Dorschartige) |
|  |                                                                                                |

|  | Schleimkopfartige (Beryciformes) und Trachichthyiformes                                                                  |
|  | |
|  | \| \| Soldaten- und Husarenfische (Holocentrimorphaceae) \| \| \| \| \| \| Barschverwandte (Percomorphaceae) \| \| \| \| |
|  | |
|  | Soldaten- und Husarenfische (Holocentrimorphaceae)                                                                       |
|  | |
|  | Barschverwandte (Percomorphaceae)                                                                                        |
|  | |

|  | Soldaten- und Husarenfische (Holocentrimorphaceae) |
|  |                                                    |
|  | Barschverwandte (Percomorphaceae)                  |
|  |                                                    |

|  | Schleimkopfartige (Beryciformes) und Trachichthyiformes                                                                  |
|  | |
|  | \| \| Soldaten- und Husarenfische (Holocentrimorphaceae) \| \| \| \| \| \| Barschverwandte (Percomorphaceae) \| \| \| \| |
|  | |
|  | Soldaten- und Husarenfische (Holocentrimorphaceae)                                                                       |
|  | |
|  | Barschverwandte (Percomorphaceae)                                                                                        |
|  | |

|  | Soldaten- und Husarenfische (Holocentrimorphaceae) |
|  |                                                    |
|  | Barschverwandte (Percomorphaceae)                  |
|  |                                                    |

|  | Glanzfischartige (Lampriformes)                                                                |
|  |                                                                                                |
|  | Paracanthopterygii (Barschlachsartige, Petersfischartige, Stylephorus chordatus, Dorschartige) |
|  |                                                                                                |

|  | Schleimkopfartige (Beryciformes) und Trachichthyiformes                                                                  |
|  | |
|  | \| \| Soldaten- und Husarenfische (Holocentrimorphaceae) \| \| \| \| \| \| Barschverwandte (Percomorphaceae) \| \| \| \| |
|  | |
|  | Soldaten- und Husarenfische (Holocentrimorphaceae)                                                                       |
|  | |
|  | Barschverwandte (Percomorphaceae)                                                                                        |
|  | |

|  | Soldaten- und Husarenfische (Holocentrimorphaceae) |
|  |                                                    |
|  | Barschverwandte (Percomorphaceae)                  |
|  |                                                    |

|  | Schleimkopfartige (Beryciformes) und Trachichthyiformes                                                                  |
|  | |
|  | \| \| Soldaten- und Husarenfische (Holocentrimorphaceae) \| \| \| \| \| \| Barschverwandte (Percomorphaceae) \| \| \| \| |
|  | |
|  | Soldaten- und Husarenfische (Holocentrimorphaceae)                                                                       |
|  | |
|  | Barschverwandte (Percomorphaceae)                                                                                        |
|  | |

|  | Soldaten- und Husarenfische (Holocentrimorphaceae) |
|  |                                                    |
|  | Barschverwandte (Percomorphaceae)                  |
|  |                                                    |

|  | Glanzfischartige (Lampriformes)                                                                |
|  |                                                                                                |
|  | Paracanthopterygii (Barschlachsartige, Petersfischartige, Stylephorus chordatus, Dorschartige) |
|  |                                                                                                |

|  | Schleimkopfartige (Beryciformes) und Trachichthyiformes                                                                  |
|  | |
|  | \| \| Soldaten- und Husarenfische (Holocentrimorphaceae) \| \| \| \| \| \| Barschverwandte (Percomorphaceae) \| \| \| \| |
|  | |
|  | Soldaten- und Husarenfische (Holocentrimorphaceae)                                                                       |
|  | |
|  | Barschverwandte (Percomorphaceae)                                                                                        |
|  | |

|  | Soldaten- und Husarenfische (Holocentrimorphaceae) |
|  |                                                    |
|  | Barschverwandte (Percomorphaceae)                  |
|  |                                                    |

|  | Schleimkopfartige (Beryciformes) und Trachichthyiformes                                                                  |
|  | |
|  | \| \| Soldaten- und Husarenfische (Holocentrimorphaceae) \| \| \| \| \| \| Barschverwandte (Percomorphaceae) \| \| \| \| |
|  | |
|  | Soldaten- und Husarenfische (Holocentrimorphaceae)                                                                       |
|  | |
|  | Barschverwandte (Percomorphaceae)                                                                                        |
|  | |

|  | Soldaten- und Husarenfische (Holocentrimorphaceae) |
|  |                                                    |
|  | Barschverwandte (Percomorphaceae)                  |
|  |                                                    |

|  | Glanzfischartige (Lampriformes)                                                                |
|  |                                                                                                |
|  | Paracanthopterygii (Barschlachsartige, Petersfischartige, Stylephorus chordatus, Dorschartige) |
|  |                                                                                                |

|  | Schleimkopfartige (Beryciformes) und Trachichthyiformes                                                                  |
|  | |
|  | \| \| Soldaten- und Husarenfische (Holocentrimorphaceae) \| \| \| \| \| \| Barschverwandte (Percomorphaceae) \| \| \| \| |
|  | |
|  | Soldaten- und Husarenfische (Holocentrimorphaceae)                                                                       |
|  | |
|  | Barschverwandte (Percomorphaceae)                                                                                        |
|  | |

|  | Soldaten- und Husarenfische (Holocentrimorphaceae) |
|  |                                                    |
|  | Barschverwandte (Percomorphaceae)                  |
|  |                                                    |

|  | Schleimkopfartige (Beryciformes) und Trachichthyiformes                                                                  |
|  | |
|  | \| \| Soldaten- und Husarenfische (Holocentrimorphaceae) \| \| \| \| \| \| Barschverwandte (Percomorphaceae) \| \| \| \| |
|  | |
|  | Soldaten- und Husarenfische (Holocentrimorphaceae)                                                                       |
|  | |
|  | Barschverwandte (Percomorphaceae)                                                                                        |
|  | |

|  | Soldaten- und Husarenfische (Holocentrimorphaceae) |
|  |                                                    |
|  | Barschverwandte (Percomorphaceae)                  |
|  |                                                    |

|  | Glanzfischartige (Lampriformes)                                                                |
|  |                                                                                                |
|  | Paracanthopterygii (Barschlachsartige, Petersfischartige, Stylephorus chordatus, Dorschartige) |
|  |                                                                                                |

|  | Schleimkopfartige (Beryciformes) und Trachichthyiformes                                                                  |
|  | |
|  | \| \| Soldaten- und Husarenfische (Holocentrimorphaceae) \| \| \| \| \| \| Barschverwandte (Percomorphaceae) \| \| \| \| |
|  | |
|  | Soldaten- und Husarenfische (Holocentrimorphaceae)                                                                       |
|  | |
|  | Barschverwandte (Percomorphaceae)                                                                                        |
|  | |

|  | Soldaten- und Husarenfische (Holocentrimorphaceae) |
|  |                                                    |
|  | Barschverwandte (Percomorphaceae)                  |
|  |                                                    |

|  | Schleimkopfartige (Beryciformes) und Trachichthyiformes                                                                  |
|  | |
|  | \| \| Soldaten- und Husarenfische (Holocentrimorphaceae) \| \| \| \| \| \| Barschverwandte (Percomorphaceae) \| \| \| \| |
|  | |
|  | Soldaten- und Husarenfische (Holocentrimorphaceae)                                                                       |
|  | |
|  | Barschverwandte (Percomorphaceae)                                                                                        |
|  | |

|  | Soldaten- und Husarenfische (Holocentrimorphaceae) |
|  |                                                    |
|  | Barschverwandte (Percomorphaceae)                  |
|  |                                                    |

|  | Glanzfischartige (Lampriformes)                                                                |
|  |                                                                                                |
|  | Paracanthopterygii (Barschlachsartige, Petersfischartige, Stylephorus chordatus, Dorschartige) |
|  |                                                                                                |

|  | Schleimkopfartige (Beryciformes) und Trachichthyiformes                                                                  |
|  | |
|  | \| \| Soldaten- und Husarenfische (Holocentrimorphaceae) \| \| \| \| \| \| Barschverwandte (Percomorphaceae) \| \| \| \| |
|  | |
|  | Soldaten- und Husarenfische (Holocentrimorphaceae)                                                                       |
|  | |
|  | Barschverwandte (Percomorphaceae)                                                                                        |
|  | |

|  | Soldaten- und Husarenfische (Holocentrimorphaceae) |
|  |                                                    |
|  | Barschverwandte (Percomorphaceae)                  |
|  |                                                    |

|  | Schleimkopfartige (Beryciformes) und Trachichthyiformes                                                                  |
|  | |
|  | \| \| Soldaten- und Husarenfische (Holocentrimorphaceae) \| \| \| \| \| \| Barschverwandte (Percomorphaceae) \| \| \| \| |
|  | |
|  | Soldaten- und Husarenfische (Holocentrimorphaceae)                                                                       |
|  | |
|  | Barschverwandte (Percomorphaceae)                                                                                        |
|  | |

|  | Soldaten- und Husarenfische (Holocentrimorphaceae) |
|  |                                                    |
|  | Barschverwandte (Percomorphaceae)                  |
|  |                                                    |

|  | Glanzfischartige (Lampriformes)                                                                |
|  |                                                                                                |
|  | Paracanthopterygii (Barschlachsartige, Petersfischartige, Stylephorus chordatus, Dorschartige) |
|  |                                                                                                |

|  | Schleimkopfartige (Beryciformes) und Trachichthyiformes                                                                  |
|  | |
|  | \| \| Soldaten- und Husarenfische (Holocentrimorphaceae) \| \| \| \| \| \| Barschverwandte (Percomorphaceae) \| \| \| \| |
|  | |
|  | Soldaten- und Husarenfische (Holocentrimorphaceae)                                                                       |
|  | |
|  | Barschverwandte (Percomorphaceae)                                                                                        |
|  | |

|  | Soldaten- und Husarenfische (Holocentrimorphaceae) |
|  |                                                    |
|  | Barschverwandte (Percomorphaceae)                  |
|  |                                                    |

|  | Schleimkopfartige (Beryciformes) und Trachichthyiformes                                                                  |
|  | |
|  | \| \| Soldaten- und Husarenfische (Holocentrimorphaceae) \| \| \| \| \| \| Barschverwandte (Percomorphaceae) \| \| \| \| |
|  | |
|  | Soldaten- und Husarenfische (Holocentrimorphaceae)                                                                       |
|  | |
|  | Barschverwandte (Percomorphaceae)                                                                                        |
|  | |

|  | Soldaten- und Husarenfische (Holocentrimorphaceae) |
|  |                                                    |
|  | Barschverwandte (Percomorphaceae)                  |
|  |                                                    |

|  | Glanzfischartige (Lampriformes)                                                                |
|  |                                                                                                |
|  | Paracanthopterygii (Barschlachsartige, Petersfischartige, Stylephorus chordatus, Dorschartige) |
|  |                                                                                                |

|  | Schleimkopfartige (Beryciformes) und Trachichthyiformes                                                                  |
|  | |
|  | \| \| Soldaten- und Husarenfische (Holocentrimorphaceae) \| \| \| \| \| \| Barschverwandte (Percomorphaceae) \| \| \| \| |
|  | |
|  | Soldaten- und Husarenfische (Holocentrimorphaceae)                                                                       |
|  | |
|  | Barschverwandte (Percomorphaceae)                                                                                        |
|  | |

|  | Soldaten- und Husarenfische (Holocentrimorphaceae) |
|  |                                                    |
|  | Barschverwandte (Percomorphaceae)                  |
|  |                                                    |

|  | Schleimkopfartige (Beryciformes) und Trachichthyiformes                                                                  |
|  | |
|  | \| \| Soldaten- und Husarenfische (Holocentrimorphaceae) \| \| \| \| \| \| Barschverwandte (Percomorphaceae) \| \| \| \| |
|  | |
|  | Soldaten- und Husarenfische (Holocentrimorphaceae)                                                                       |
|  | |
|  | Barschverwandte (Percomorphaceae)                                                                                        |
|  | |

|  | Soldaten- und Husarenfische (Holocentrimorphaceae) |
|  |                                                    |
|  | Barschverwandte (Percomorphaceae)                  |
|  |                                                    |

|  | Glanzfischartige (Lampriformes)                                                                |
|  |                                                                                                |
|  | Paracanthopterygii (Barschlachsartige, Petersfischartige, Stylephorus chordatus, Dorschartige) |
|  |                                                                                                |

|  | Schleimkopfartige (Beryciformes) und Trachichthyiformes                                                                  |
|  | |
|  | \| \| Soldaten- und Husarenfische (Holocentrimorphaceae) \| \| \| \| \| \| Barschverwandte (Percomorphaceae) \| \| \| \| |
|  | |
|  | Soldaten- und Husarenfische (Holocentrimorphaceae)                                                                       |
|  | |
|  | Barschverwandte (Percomorphaceae)                                                                                        |
|  | |

|  | Soldaten- und Husarenfische (Holocentrimorphaceae) |
|  |                                                    |
|  | Barschverwandte (Percomorphaceae)                  |
|  |                                                    |

|  | Schleimkopfartige (Beryciformes) und Trachichthyiformes                                                                  |
|  | |
|  | \| \| Soldaten- und Husarenfische (Holocentrimorphaceae) \| \| \| \| \| \| Barschverwandte (Percomorphaceae) \| \| \| \| |
|  | |
|  | Soldaten- und Husarenfische (Holocentrimorphaceae)                                                                       |
|  | |
|  | Barschverwandte (Percomorphaceae)                                                                                        |
|  | |

|  | Soldaten- und Husarenfische (Holocentrimorphaceae) |
|  |                                                    |
|  | Barschverwandte (Percomorphaceae)                  |
|  |                                                    |

|  | Glanzfischartige (Lampriformes)                                                                |
|  |                                                                                                |
|  | Paracanthopterygii (Barschlachsartige, Petersfischartige, Stylephorus chordatus, Dorschartige) |
|  |                                                                                                |

|  | Schleimkopfartige (Beryciformes) und Trachichthyiformes                                                                  |
|  | |
|  | \| \| Soldaten- und Husarenfische (Holocentrimorphaceae) \| \| \| \| \| \| Barschverwandte (Percomorphaceae) \| \| \| \| |
|  | |
|  | Soldaten- und Husarenfische (Holocentrimorphaceae)                                                                       |
|  | |
|  | Barschverwandte (Percomorphaceae)                                                                                        |
|  | |

|  | Soldaten- und Husarenfische (Holocentrimorphaceae) |
|  |                                                    |
|  | Barschverwandte (Percomorphaceae)                  |
|  |                                                    |

|  | Schleimkopfartige (Beryciformes) und Trachichthyiformes                                                                  |
|  | |
|  | \| \| Soldaten- und Husarenfische (Holocentrimorphaceae) \| \| \| \| \| \| Barschverwandte (Percomorphaceae) \| \| \| \| |
|  | |
|  | Soldaten- und Husarenfische (Holocentrimorphaceae)                                                                       |
|  | |
|  | Barschverwandte (Percomorphaceae)                                                                                        |
|  | |

|  | Soldaten- und Husarenfische (Holocentrimorphaceae) |
|  |                                                    |
|  | Barschverwandte (Percomorphaceae)                  |
|  |                                                    |

|  | Glanzfischartige (Lampriformes)                                                                |
|  |                                                                                                |
|  | Paracanthopterygii (Barschlachsartige, Petersfischartige, Stylephorus chordatus, Dorschartige) |
|  |                                                                                                |

|  | Schleimkopfartige (Beryciformes) und Trachichthyiformes                                                                  |
|  | |
|  | \| \| Soldaten- und Husarenfische (Holocentrimorphaceae) \| \| \| \| \| \| Barschverwandte (Percomorphaceae) \| \| \| \| |
|  | |
|  | Soldaten- und Husarenfische (Holocentrimorphaceae)                                                                       |
|  | |
|  | Barschverwandte (Percomorphaceae)                                                                                        |
|  | |

|  | Soldaten- und Husarenfische (Holocentrimorphaceae) |
|  |                                                    |
|  | Barschverwandte (Percomorphaceae)                  |
|  |                                                    |

|  | Schleimkopfartige (Beryciformes) und Trachichthyiformes                                                                  |
|  | |
|  | \| \| Soldaten- und Husarenfische (Holocentrimorphaceae) \| \| \| \| \| \| Barschverwandte (Percomorphaceae) \| \| \| \| |
|  | |
|  | Soldaten- und Husarenfische (Holocentrimorphaceae)                                                                       |
|  | |
|  | Barschverwandte (Percomorphaceae)                                                                                        |
|  | |

|  | Soldaten- und Husarenfische (Holocentrimorphaceae) |
|  |                                                    |
|  | Barschverwandte (Percomorphaceae)                  |
|  |                                                    |

|  | Glanzfischartige (Lampriformes)                                                                |
|  |                                                                                                |
|  | Paracanthopterygii (Barschlachsartige, Petersfischartige, Stylephorus chordatus, Dorschartige) |
|  |                                                                                                |

|  | Schleimkopfartige (Beryciformes) und Trachichthyiformes                                                                  |
|  | |
|  | \| \| Soldaten- und Husarenfische (Holocentrimorphaceae) \| \| \| \| \| \| Barschverwandte (Percomorphaceae) \| \| \| \| |
|  | |
|  | Soldaten- und Husarenfische (Holocentrimorphaceae)                                                                       |
|  | |
|  | Barschverwandte (Percomorphaceae)                                                                                        |
|  | |

|  | Soldaten- und Husarenfische (Holocentrimorphaceae) |
|  |                                                    |
|  | Barschverwandte (Percomorphaceae)                  |
|  |                                                    |

|  | Schleimkopfartige (Beryciformes) und Trachichthyiformes                                                                  |
|  | |
|  | \| \| Soldaten- und Husarenfische (Holocentrimorphaceae) \| \| \| \| \| \| Barschverwandte (Percomorphaceae) \| \| \| \| |
|  | |
|  | Soldaten- und Husarenfische (Holocentrimorphaceae)                                                                       |
|  | |
|  | Barschverwandte (Percomorphaceae)                                                                                        |
|  | |

|  | Soldaten- und Husarenfische (Holocentrimorphaceae) |
|  |                                                    |
|  | Barschverwandte (Percomorphaceae)                  |
|  |                                                    |

|  | Glanzfischartige (Lampriformes)                                                                |
|  |                                                                                                |
|  | Paracanthopterygii (Barschlachsartige, Petersfischartige, Stylephorus chordatus, Dorschartige) |
|  |                                                                                                |

|  | Schleimkopfartige (Beryciformes) und Trachichthyiformes                                                                  |
|  | |
|  | \| \| Soldaten- und Husarenfische (Holocentrimorphaceae) \| \| \| \| \| \| Barschverwandte (Percomorphaceae) \| \| \| \| |
|  | |
|  | Soldaten- und Husarenfische (Holocentrimorphaceae)                                                                       |
|  | |
|  | Barschverwandte (Percomorphaceae)                                                                                        |
|  | |

|  | Soldaten- und Husarenfische (Holocentrimorphaceae) |
|  |                                                    |
|  | Barschverwandte (Percomorphaceae)                  |
|  |                                                    |

|  | Schleimkopfartige (Beryciformes) und Trachichthyiformes                                                                  |
|  | |
|  | \| \| Soldaten- und Husarenfische (Holocentrimorphaceae) \| \| \| \| \| \| Barschverwandte (Percomorphaceae) \| \| \| \| |
|  | |
|  | Soldaten- und Husarenfische (Holocentrimorphaceae)                                                                       |
|  | |
|  | Barschverwandte (Percomorphaceae)                                                                                        |
|  | |

|  | Soldaten- und Husarenfische (Holocentrimorphaceae) |
|  |                                                    |
|  | Barschverwandte (Percomorphaceae)                  |
|  |                                                    |

## Fossilüberlieferung
Die Acanthomorpha lassen sich fossil seit der frühen Oberkreide (Cenomanium) nachweisen. Fossilien aus dieser Zeit wurden unter anderem in Nordamerika, Israel und Marokko gefunden. Fossile Gattungen sind unter anderem Ctenothrissa, Aipichthys, Aipichthyoides, Asineops, Aulolepis, Spinocaudichthys und Xenyllion.